# Enfield (ort i Irland)
Enfield (iriska: An Bóthar Buí) är en ort i republiken Irland.   Den ligger i grevskapet An Mhí och provinsen Leinster, i den nordöstra delen av landet, 40 km väster om huvudstaden Dublin. Enfield ligger 76 meter över havet och antalet invånare är 2 929.
Terrängen runt Enfield är platt. Runt Enfield är det ganska glesbefolkat, med 43 invånare per kvadratkilometer. Närmaste större samhälle är Maynooth, 16,1 km öster om Enfield. Trakten runt Enfield består i huvudsak av gräsmarker.